# ستيفاني فرد
ستيفاني فرد (بالصينية: 車婉婉) هي ممثلة صينية، ولدت في 28 ديسمبر 1973 في هونغ كونغ في الصين.

## وصلات خارجية
- ستيفاني فرد على موقع IMDb (الإنجليزية)
- ستيفاني فرد على موقع ميوزك برينز (الإنجليزية)
- ستيفاني فرد على موقع ديسكوغز (الإنجليزية)
- ستيفاني فرد على موقع ديسكوغز (الإنجليزية)
- ستيفاني فرد على موقع قاعدة بيانات الفيلم (الإنجليزية)